# 보치아
보치아(이탈리아어: Boccia 보차[*])는 장애인 스포츠 중의 하나이다. 선수들이 공을 경기장 안으로 굴리거나 발로 차서 보내 표적구에 가장 가까이 던진 공에 대하여 1점이 주어진다. 개인전은 4엔드 경기로 치러진다. 공을 던질 때는 직접 손으로 던질 수도 있고, 비장애인 선수의 도움을 받아 마우스 스틱이나 홈통 등을 이용할 수 있다.
고대 그리스의 공 던지기 경기에서 유래한 것이며 국제 뇌성마비 스포츠레크레이션 협회에서 볼링과 비슷한 스포츠로 소개되었고, 후에 1984년 하계 패럴림픽부터 정식 종목으로 채택되었다. 보치아는 보치아 국제 스포츠 연맹 (BISFed)에서 주관하며, 골볼과 함께 올림픽 정식종목에 포함되지 않은 유이한 패럴림픽 종목이기도 하다.

## 상세
보치아는 한명씩 겨루거나, 두세명씩 팀을 이뤄 진행한다. 남자와 여자가 모두 참여하는 혼성 스포츠이기도 하다. 게임의 목표는 '잭' (jack)이라 부르는 흰색 표적구를 향해 공을 던져서 가장 가까이 다가가도록 하는 것이다. 보치아에서 사용하는 공은 빨간색이나 파란색으로 칠해져 있는데, 색상은 동전던지기를 통해 결정하며 자신 혹은 자기 팀의 공을 구분하게 된다. 공은 손이나 발로 던질 수 있으며 선수가 심각한 장애를 지녔을 경우 램프 (경사로) 같은 보조장치를 쓸 수도 있다.
경기 진행은 표적구를 먼저 던지는 것으로 시작된다. 이후 일반공 두 개를 던지는데, 표적구를 던진 선수가 먼저 나서고 상대는 그 다음에 나선다. 이렇게 두 개를 던진 이후로는 표적구에서 가장 멀리 떨어진 공의 주인이 투구에 나서는데, 다시 한번 표적구에 가까이 던지거나 상대방 공을 쳐낸다. 차례대로 번갈아 던지는 것이 아니기 때문에 투구가 좋지 않았다면 한쪽이 계속 투구하는 상황도 벌어진다. 이런 식으로 경기를 진행하다가 한쪽이 모든 공을 소진하면 다른 한쪽도 남은 공을 마저 던지고, 그대로 엔드가 종료된다. 각 엔드가 끝날 때마다 심판은 표적구와 가장 가까운 공의 거리를 측정하고 그에 따라 점수를 부여한다. 다시 말해 상대보다 표적구에 더 가까이 던졌다면 1점을 얻는 것이다. 경기 종료 시 승점이 높은 선수, 팀이 승자가 되는데, 동점을 기록하면 승자결정을 위해 추가 엔드를 1회 진행한다.
엔드의 수와 투구 횟수는 선수 규모에 따라 다르다. 개인전의 경우 4엔드 6투구를 기준으로 하며, 2인전의 경우는 4엔드에 팀당 6투구 (한명당 3투구), 3인전의 경우에는 6엔드에 팀당 6투구 (한명당 2투구)로 구성된다. 2인전과 3인전은 예비선수 참가가 허용된다. 엔드 사이마다 예비선수로 교체할 수 있으며, 교체 기회는 1번만 주어진다.
보치아 경기는 12.5 × 6m 크기의 코트에서 진행되며, 그 주변으로 2m 크기의 인바운드 공간을 둔다. 코트의 표면은 평평하고 매끄러우며 농구나 배구 경기장의 코트와 비슷하다. 다만 딱딱한 인공잔디 표면을 바닥재로 쓰는 경우도 있다. 선수들이 위치에 서는 투구 구역은 직사각형 6개로 선이 그어져 있으며, 경기 중에 이 자리를 벗어나서는 안된다. 투구 구역 너머로는 V자 모양의 선이 그어져 있는데, 표적구를 던질 때 이 선을 넘어가야 유효로 인정된다. 코트 끝에는 '데드볼 컨테이너' (dead ball container)이라 해서 제한시간 초과, 경기 구역 이탈, 투구 시 규칙 위반 등으로 무효 처리된 공을 두는 공간도 있다. 마지막으로 코트 중앙에 십자표시가 있는데 표적공이 코트 경계선에 닿았거나 넘어갔을 시, 혹은 동점 승부 시 표적공을 놓는 위치이다. 공의 경우 피혁 재질이며 무게는 약 275g, 둘레는 270mm으로 테니스공보다 약간 더 큰 수준이다. 등급에 따라 부드럽고 단단한 정도가 다르며, 경기 중에는 전략에 따라 그 경도가 다른 공을 선택해 쓰기도 한다.

## 등급

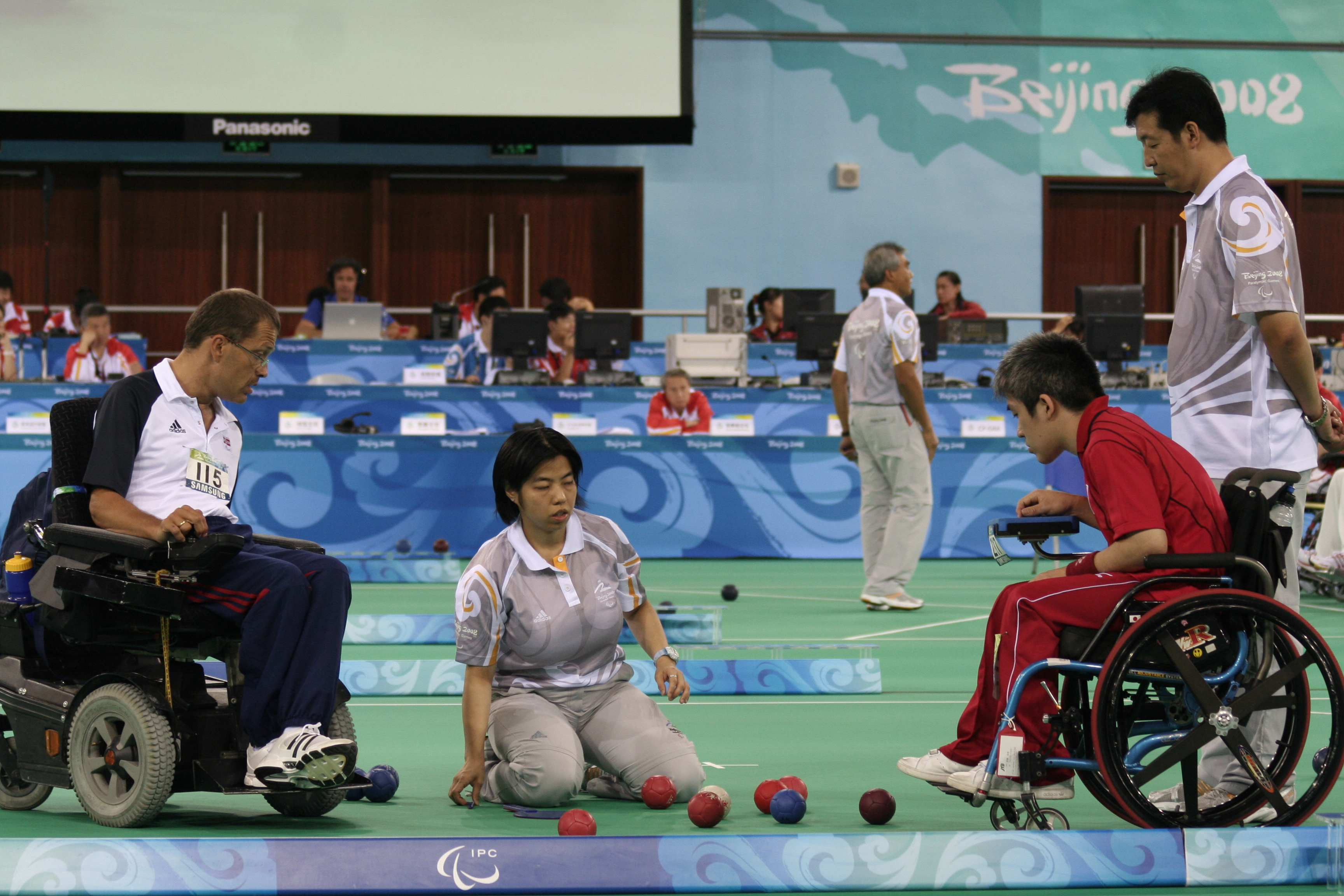
2008년 베이징 패럴림픽 보치아 경기 당시 노르웨이의 로게르 안달렌 (파랑)과 일본의 히로세 다카유키 (빨강)의 경기 모습

국내·국제 대회의 보치아 경기에서는 뇌성마비 혹은 그에 준하는 신경질환 (근육퇴행위축, 외상성 뇌손상 등)으로 인한 장애를 가지고 있고, 그로 인해 휠체어를 이용하는 선수에게 참가 자격을 부여한다. 선수마다 장애가 심각한 정도가 다르기 때문에, 비슷한 신체기능을 지닌 선수끼리 경기에 나설 수 있도록 미리 검사를 거쳐 각 등급에 배정된다.
보치아 경기의 등급은 총 4급으로 나뉜다.
- BC1 : 손과 발을 써서 공을 던질 수 있는 선수들이 해당된다. 각 선수는 파트너를 둘 수 있으며, 파트너는 경기장 밖에서 대기하다가 선수의 휠체어를 고정 및 조정하고 요청 시 선수에게 공을 전달하는 역할을 맡게 된다.
- BC2 : 손으로만 공을 던질 수 있는 선수들이 해당된다. 파트너는 둘 수 없다.
- BC3 : 사지에 심각한 운동장애를 지닌 선수들이 해당된다. 공을 계속 쥐고 있거나 놓는 동작을 취할 수 없으며, 팔 움직임은 가능한 경우다. 코트 내 공의 이동 범위가 역부족인 경우가 많기에, 경사로에 공을 올려 떨어뜨린다든지 하는 보조장치를 이용해 공을 던지는 것이 허용된다. 각 선수는 파트너를 둘 수 있지만, 코트에서 등을 돌리고 있어야 하며 눈도 피하고 있어야 한다.[2]
- BC4 : 사지에 심각한 운동장애를 지니고 있을 뿐만 아니라 몸을 가누기도 힘들지만, 공을 코트 안으로 충분히 던질 수 있는 재주를 지닌 선수들이 해당된다. 파트너는 둘 수 없다.

## 대회
보치아는 가볍게 레크리에이션으로 즐길 수도, 조직적으로 겨룰 수도 있는 스포츠다. 각 지역, 국가, 대륙, 국제 여부와 상관없이 전세계에서 수많은 대회가 조직되어 개최되고 있다. 일례로 2010년 기준 국제랭킹에 오른 선수는 총 350명에 달한다.
국제대회 일정은 패럴림픽 일정을 따르는 편이다. 대륙별 선수권 대회는 첫해에, 세계 선수권 대회는 둘째 해에, 월드컵은 셋째 해에, 그리고 패럴림픽은 마지막 넷째 해에 열리며 계속해서 반복되는 식이다. 패럴림픽 보치아 종목의 경우 1984년 뉴욕 패럴림픽부터 도입되었다. 패럴림픽 최다 메달을 획득한 보치아 강국으로는 포르투갈 (27개)과 대한민국 (22개)이 꼽히며, 특히 대한민국은 1988년 서울 패럴림픽 이래 2016년 리우 패럴림픽까지 8대회 연속 금메달이라는 기록을 이어가고 있다.
대한민국에서는 대한장애인보치아연맹에서 주관하며, 2007년부터 매년 전국보치아선수권대회를 주최하고 있다. 보치아를 실시하는 단체 및 특수학교는 100곳 이상, 보치아 선수는 약 1,000명 이상으로 추산된다.

## 같이 보기
- 패럴림픽 보치아
- 컬링 - 보치아와 비슷한 동계 스포츠